# Jonathan Maier
Jonathan Maier (* 9. Dezember 1992 in Schramberg) ist ein deutscher Basketballspieler. Maier wechselte 2009 auf die Basketball-Akademie des Erstligisten aus Ludwigsburg. Neben der Juniorenmannschaft in der Nachwuchs-Basketball-Bundesliga (NBBL) spielte Maier unter anderem auch für den Kooperationspartner Kirchheim Knights in der zweithöchsten deutschen Spielklasse ProA. Nach einzelnen Einsätzen mittels Doppellizenz in der Basketball-Bundesliga-Saison 2011/12 für den EnBW Ludwigsburg in der höchsten deutschen Spielklasse wechselte Maier 2013 zum Ludwigsburger Ligakonkurrenten ratiopharm Ulm. Auch hier kam Maier mittels Doppellizenz hauptsächlich im „Farmteam“ des Erstligisten zum Einsatz, die als Weißenhorn Youngstars in der dritthöchsten Spielklasse ProB spielen. Maier gehört Stand 2014 dem Kader der deutschen A2-Nationalmannschaft an.

## Karriere
Maier begann mit dem Basketballspielen bei den Sharks aus Staufen im Breisgau, für die er unterklassig bereits erste Einsätze im Herrenbereich verbuchte und unter anderem für die Jugendmannschaft des ehemaligen Erstligisten USC Freiburg spielte. 2009 wechselte Maier zur Basketball-Akademie des Erstligisten EnBW Ludwigsburg, deren Juniorenmannschaft in der Nachwuchs-Basketball-Bundesliga (NBBL) spielt. Nach zwei Jahren in der NBBL spielte Maier ab der ProA-Saison 2011/12 für den Ludwigsburger Kooperationspartner VfL Kirchheim Knights in der zweithöchsten Spielklasse ProA und kam mittels Doppellizenz zu seinen ersten beiden Kurzeinsätzen bei EnBW Ludwigsburg in der höchsten deutschen Spielklasse. Nachdem die Kirchheimer den zweiten Hauptrundenplatz 2012 in den Play-offs um den Aufstieg verteidigt hatten und in die Finalserie eingezogen waren, mussten sie wegen der Lizenzauflagen der höchsten Spielklasse auf den Aufstieg verzichten. In der Basketball-Bundesliga-Saison 2012/13 kam Maier spätestens nach einem Trainerwechsel unter dem neuen Trainer John Patrick nicht mehr zum Zuge und auch mit den Kirchheimern geriet er sportlich ins Straucheln, die als Vizemeister der Vorsaison in der ProA-Spielzeit 2012/13 nur den vorletzten Tabellenplatz belegten und den Klassenerhalt nur durch eine „Wildcard“ erreichten.
Zur Basketball-Bundesliga-Runde 2013/14 wechselte Maier zum Ludwigsburger Ligakonkurrenten Ratiopharm Ulm. Die Ulmer verfügten mit den Youngstars aus Weißenhorn ebenfalls über ein Farmteam, das in der dritthöchsten Spielklasse ProB spielte. Bei den Ulmern kam Maier jetzt aber auch wieder mit Doppellizenz in der höchsten Spielklasse zum Einsatz und erreichte in der Erstliga-Saison 2013/14 unter Trainer Thorsten Leibenath zwölf Einsätze mit knapp fünf Minuten Einsatzzeit pro Spiel, darunter auch ein Kurzeinsatz in den Play-offs um die Meisterschaft, als Ulm in der ersten Runde dem späteren Vizemeister Alba Berlin unterlag. Zudem hatte Maier neun Einsätze im zweitwichtigsten europäischen Vereinswettbewerb Eurocup, bei dem die Mannschaft im Achtelfinale ausschied. Mit den Youngstars konnte Maier den Klassenerhalt in der ProB erst in der Relegationsrunde der ProB-Saison 2013/14 sicherstellen. Nachdem Maier im erweiterten Kader der Juniorennationalmannschaft stand, aber eine Nominierung für die U20-Europameisterschaft 2012 verpasst hatte, gehörte er im Sommer 2014 der A2-Nationalmannschaft an. Auch in der Saison 2014/15 kam Maier hauptsächlich bei den Youngstars zum Einsatz und erhielt beim Ulmer Erstligisten Kurzeinsätze.
In der Saison 2015/16 kam er beim Mitteldeutschen BC auf 26 Bundesliga-Einsätze (1,4 Punkte je Begegnung), in der Sommerpause 2016 kehrte er zum Zweitligaverein Kirchheim zurück. Im Sommer 2017 wechselte er zum Zweitligisten Nürnberg Falcons BC. Im August 2018 gewann er mit einer Auswahl deutscher und US-amerikanischer Spieler unter Leitung von Trainer Ralph Junge ein mit 200.000 Dollar dotiertes internationales Einladungsturnier im chinesischen Schanghai. In der Saison 2018/19 schaffte er mit Nürnberg als Vizemeister der 2. Bundesliga ProA den Bundesliga-Aufstieg. Maier erzielte in der Aufstiegssaison 7,1 Punkte und 4,3 Rebounds je Partie. Allerdings erhielt Nürnberg kein Bundesliga-Teilnahmerecht.
Im Sommer 2023 schloss er sich ProA-Ligist Gießen 46ers an.